# Sobor (Győr-Moson-Sopron)
Pour les articles homonymes, voir Sobor.
Sobor est un village et une commune du comitat de Győr-Moson-Sopron en Hongrie.